# Liste des chapitres de Black Clover
Cet article est un complément de l'article sur le manga Black Clover de Yūki Tabata. Il contient la liste des chapitres du manga en cours de parution.
La série est prépubliée dans le Weekly Shōnen Jump de l'éditeur Shūeisha à partir du numéro 12 de l'année 2015 sorti le 16 février 2015. Shūeisha publie les chapitres sous le format tankōbon avec un total de 36 volumes au 2 avril 2024,.

## Liste des volumes

### Tome 1 à 10
| no | Japonais        | Japonais          | Français          | Français          |
| no | Date de sortie  | ISBN              | Date de sortie    | ISBN              |
| --- | --------------- | ----------------- | ----------------- | ----------------- |
| 1 | 4 juin 2015     | 978-4-08-880416-3 | 7 septembre 2016  | 978-2-82032-500-6 |
| Titre du volume : Le serment Personnages en couverture : Asta et YunoListe des chapitres : - Ch. 1 : Le serment (少年の誓い, Shōnen no Chikai) - Ch. 2 : Le test de recrutement (魔法騎士団入団試験, Mahō Kishi-dan Nyūdan Shiken) - Ch. 3 : Premier pas (魔法帝への道, Mahōtei E no Michi) - Ch. 4 : Le Taureau Noir (黒の暴牛, Kuro no Hōgyū) - Ch. 5 : La seconde recrue (もう一人の新入団者, Mōhitori no Shin Nyūdan-sha) - Ch. 6 : Première mission (ゴーゴー初任務, Gō Gō Hatsu Ninmu) - Ch. 7 : La bête (獣, Kemono) |                 |                   |                   |                   |
| 2 | 4 août 2015     | 978-4-08-880452-1 | 7 septembre 2016  | 978-2-82032-501-3 |
| Titre du volume : Le Défenseur Personnages en couverture : Yuno, William Vangeance, Asta et Noelle SilvaListe des chapitres : - Ch. 8 : Le défenseur (護る者, Mamoru Mono) - Ch. 9 : Le serment (2) (少年の誓い ２, Shōnen no Chikai 2) - Ch. 10 : Visite à la Basse-ville (とある日の城下町での出来事, Toaru Hi no Jōkamachi de no Dekigoto) - Ch. 11 : Le Donjon (魔宮, Danjon) - Ch. 12 : Retrouvailles (再会, Saikai) - Ch. 13 : Le mage de Diamond (ダイヤモンドの魔道士, Daiyamondo no Madōshi) - Ch. 14 : Solidarité (仲間, Nakama) - Ch. 15 : Trio (三人, Sannin) - Ch. 16 : Le combat à mort (死闘, Shitō) |                 |                   |                   |                   |
| 3 | 3 octobre 2015  | 978-4-08-880489-7 | 9 novembre 2016   | 978-2-82032-530-3 |
| Titre du volume : Rassemblement à la Cité royale Personnages en couverture : Noelle Silva, Asta, Nero et MarsListe des chapitres : - Ch. 17 : Le destructeur (破壊者, Hakaisha) - Ch. 18 : La salle aux trésors (宝物殿その奥, Hōmotsuden Sono Oku) - Ch. 19 : Réminiscences (追憶の君, Tsuioku no Kimi) - Ch. 20 : Déclic (刹那, Setsuna) - Ch. 21 : Effondrement (崩壊と救済, Hōkai to Kyūsai) - Ch. 22 : Rassemblement à la Cité royale (王都集結, Ōto Shūketsu) - Ch. 23 : La cérémonie des horreurs (戦功叙勲式, Senkō Jokun-shiki) - Ch. 24 : La Cité royale s'embrase (王都騒乱, Ōto Sōran) - Ch. 25 : L'armée des morts (屍の行軍, Shi no Kōgun) |                 |                   |                   |                   |
| 4 | 4 décembre 2015 | 978-4-08-880567-2 | 18 janvier 2017   | 978-2-82032-788-8 |
| Titre du volume : Le lion flamboyant Personnages en couverture : Asta, Leopold Vermillion et Fuegoleon VermillionListe des chapitres : - Ch. 26 : Des sorts à la pelle (魔法乱舞, Mahō Ranbu) - Ch. 27 : Progresser (強くなれる, Tsuyoku Nareru) - Ch. 28 : Blackout (ブラックアウト, Burakkuauto) - Ch. 29 : Mauvais perdant (負けず嫌い, Makezugirai) - Ch. 30 : Un nouveau rival (新たなるライバル, Aratanaru Raibaru) - Ch. 31 : Le lion flamboyant (紅蓮の獅子王, Guren no Shishiō) - Ch. 32 : Tapi dans les ténèbres (闇の奥で待つ者, Yami no Oku de Matsu Mono) - Ch. 33 : Dans l'adversité (逆境, Gyakkyō) - Ch. 34 : Comme un animal blessé (手負いの獣, Teoi no Kemono) |                 |                   |                   |                   |
| 5 | 4 mars 2016     | 978-4-08-880630-3 | 22 mars 2017      | 978-2-82032-822-9 |
| Titre du volume : Lumière Personnages en couverture : Gosh Adley, Charmy Papittson, Asta, Nero, Klaus Lunette et Mimosa VermillionListe des chapitres : - Ch. 35 : L'Homme le plus fort de royaume (最強の男, Saikyō no Otoko) - Ch. 36 : Lumière (光, Hikari) - Ch. 37 : La prochaine fois (次合う時は, Tsugi au Toki wa) - Ch. 38 : L'élue de mon cœur (心に決めた人, Kokoro ni Kimeta Hito) - Ch. 39 : Magie de miroirs (鏡の魔道士, Kagami no Madōshi) - Ch. 40 : Poursuite sous la neige (雪上の追跡, Setsujō no Tsuigeki) - Ch. 41 : Un trait de lumière (一閃, Issen) - Ch. 42 : Pousses de trèfle (三つ葉の芽, Mitsuba no Me) - Ch. 43 : Furie furieuse (凶気暴乱, Kyōki Bōran) - Ch. 44 : Fratrie (兄妹, Kyōdai) |                 |                   |                   |                   |
| 6 | 2 mai 2016      | 978-4-08-880672-3 | 24 mai 2017       | 978-2-82032-849-6 |
| Titre du volume : Fend-la-mort Personnages en couverture : Yami Sukehiro et LichtListe des chapitres : - Ch. 45 : Un jour, aider quelqu'un (いつか誰かの為になる, Itsuka Dareka no Tame ni naru) - Ch. 46 : Fend-la-mort (死をカット男, shiwo katto otoko) - Ch. 47 : Magie de lumière VS magie des ténèbres (光魔法VS闇魔法, Hikari Mahō Bāsasu Yami Mahō) - Ch. 48 : Ki (氣, Ki) - Ch. 49 : Péchè contre péchè (罪には罪を, Tsumi niwa Tsumi o) - Ch. 50 : La sentence lumineuse (裁きの光, Sabaki no Hikari) - Ch. 51 : Trois yeux (三つの眼, Mittsu no Me) - Ch. 52 : Celui qui n'a pas de magie (魔力無き者, Maryoku Naki Mono) - Ch. 53 : Cela ne t'appartient pas (オマエのモノじゃない, Omae no Mono Janai) |                 |                   |                   |                   |
| 7 | 4 août 2016     | 978-4-08-880751-5 | 5 juillet 2017    | 978-2-82032-870-0 |
| Titre du volume : L'assemblée des capitaines Personnages en couverture : Yami Sukehiro, Magna Swing, Vanessa Enoteca et Luck VoltiaListe des chapitres : - Ch. 54 : L'assemblée des capitaines (魔法騎士団団長会議, Mahō Kishi-dan Danchō Kaigi) - Ch. 55 : Le capitaine et le paysan (団長と下民の少年, Danchō to Kamin no Shōnen) - Ch. 56 : Le salut des trois feuilles (三つ葉の敬礼, Mitsuba no Keirei) - Ch. 57 : Le Taureau Noir à la plage (黒の海岸物語, Kuro no Kaigan Monogatari) - Ch. 58 : La fille de l'eau (水の娘成長物語, Mizu no Ko Seichō Monogatari) - Ch. 59 : Le Sanctuaire Englouti (海底神殿, Kaitei Shinden) - Ch. 60 : Les petites distractions du grand prélat (大司祭の戯れ, Dai Shisai no Tawamure) - Ch. 61 : Sanctuary Battle Royale (神殿バトルロワイヤル, Shinden Batoru Rowaiyaru) - Ch. 62 : La loi du plus fort (強者君臨, Kyōsha Kunrin) |                 |                   |                   |                   |
| 8 | 4 octobre 2016  | 978-4-08-880792-8 | 27 septembre 2017 | 978-2-82032-904-2 |
| Titre du volume : Espoir versus Désepoir Personnages en couverture : Asta, Noelle Silva, Magna Swing, Luck Voltia, Finral Roulacase, Vanessa Enoteca et VetListe des chapitres : - Ch. 63 : Survival Game (命を懸けたゲーム, Inochi o Kaketa Gēmu) - Ch. 64 : L'enflammé et l'électrisé (愚直な火球と奔放な稲光, Guchokuna Kakyū to Honpōna Inazuma) - Ch. 65 : Obstiné (諦めの悪い男, Akirame no Warui Otoko) - Ch. 66 : Véritable apparence (本当の姿, Hontō no Sugata) - Ch. 67 : Le lien (絆, Kizuna) - Ch. 68 : l'éveil (覚醒, Kakusei) - Ch. 69 : Ma seule arme (唯一の武器, Yuiitsu no Buki) - Ch. 70 : Espoir versus Désespoir (絶望VSバーサス希望, Zetsubō Bāsasu Kibō) - Ch. 71 : Infléchis ton destin (運命を切り拓く, Unmei o Kiri Hiraku) |                 |                   |                   |                   |
| 9 | 2 décembre 2016 | 978-4-08-880823-9 | 2 novembre 2017   | 978-2-82032-927-1 |
| Titre du volume : La plus forte des compagnies Personnages en couverture : Charmy Papittoson, Bell, Yuno, Langris Vaude et William VangeanceListe des chapitres : - Ch. 72 : Au-delà des limites (限界の先, Genkai no Saki) - Ch. 73 : Après la bataille (戦いの果て、絶望の終わり, Tatakai no Hate, Zetsubō no Owari) - Ch. 74 : La preuve (正しさの証明, Tadashi-sa no Shōmei) - Ch. 75 : La bataille de Kiten (キテン戦役, Kiten Sen'eki) - Ch. 76 : La plus forte des compagnies (最強の団, Saikyō no Dan) - Ch. 77 : Le plus fort l'emporte (強い方が勝つ, Tsuyoi Hōga Katsu) - Ch. 78 : Une déclaration osée (弱者の宣言, Jakusha no Sengen) - Ch. 79 : Derrière le masque (仮面の奥, Kamen no Oku) - Ch. 80 : Plus jamais (もう二度と, Mōnidoto) |                 |                   |                   |                   |
| 10 | 3 mars 2017     | 978-4-08-881023-2 | 17 janvier 2018   | 978-2-82033-190-8 |
| Titre du volume : Dans le feu de l'action Personnages en couverture : Asta, Vanessa Enoteca, Fana et la Reine des SorcièresListe des chapitres : - Ch. 81 : À notre tour (そんなアイツが, Son'na Aitsu ga) - Ch. 82 : La forêt des sorcières (魔女の森, Majo no Mori) - Ch. 83 : Ni vu ni connu (潜入, Sen'nyū) - Ch. 84 : Dans le feu de l'action (戦場の決断, Senjō no Ketsudan) - Ch. 85 : La charge du taureau déchaîné (暴れ牛奮迅, Abare Ushi Funjin) - Ch. 86 : Les flammes de la haine (憎悪の炎, Zōo no Honō) - Ch. 87 : La tocarde se rebiffe (出来損ないじゃない, Dekisokonai Janai) - Ch. 88 : L'attaque spéciale (必殺の一突き, Hissatsu no Hitotsuki) - Ch. 89 : Pénitence (離反者の贖罪, Rihan-sha no Shokuzai) - Ch. 90 : Les disciples (教え子, Oshiego) |                 |                   |                   |                   |

### Tome 11 à 20
| no | Japonais        | Japonais          | Français          | Français          |
| no | Date de sortie  | ISBN              | Date de sortie    | ISBN              |
| --- | --------------- | ----------------- | ----------------- | ----------------- |
| 11 | 3 mai 2017      | 978-4-08-881073-7 | 14 mars 2018      | 978-2-82033-211-0 |
| Titre du volume : Moins que rien Personnages en couverture : La Reine des Sorcières, Ladros, Mars et AstaListe des chapitres : - Ch. 91 : Un enthousiasme explosif (狂熱爆発, Kyōnetsu Bakuhatsu) - Ch. 92 : Je ne te laisserai pas mourir (死なせない, Shinasenai) - Ch. 93 : La Terre Promise (約束の世界, Yakusoku no Sekai) - Ch. 94 : Un changement complet (一変, Ippen) - Ch. 95 : S'entraider pour se dépasser (高め合う存在, Takame Au Sonzai) - Ch. 96 : Transformation (変貌, Henbō) - Ch. 97 : Moins que Rien (何でも無い, Nandemonai) - Ch. 98 : Il est qui il est (アイツはアイツ, Aitsu wa Aitsu) - Ch. 99 : Famille (家族, Kazoku) - Ch. 100 : Le fil rouge du destin (運命の赤い糸, Unmei no Akai Ito) |                 |                   |                   |                   |
| 12 | 4 août 2017     | 978-4-08-881192-5 | 16 mai 2018       | 978-2-82033-229-5 |
| Titre du volume : La mélancolie d'une épineuse jouvencelle Personnages en couverture : Charlotte Roselei, Sol Marron et Meleoleona VermillionListe des chapitres : - Ch. 101 : Je suis rentré (ただいま, Tadaima) - Ch. 102 : Le jour de congé d'Asta (アスタの休日, Asuta no Kyūjitsu) - Ch. 103 : Un chouette double rencard au festival (楽しいお祭りWダブルデート, Tanoshī o Matsuri Daburu Dēto) - Ch. 104 : La mélancolie d'une épineuse jouvencelle (荊乙女の憂鬱, Ibara Otome no Yūutsu) - Ch. 105 : Les deux nouveaux visages (二つの新星, Futatsu no Shinsei) - Ch. 106 : Nous avons fait tout ce chemin (ここまで来た, Koko Made Kita) - Ch. 107 : Le roi du Royaume de Clover (クローバー王国国王, Kurōbā Ōkoku Kokuō) - Ch. 108 : La lionne invaincue et sans couronne (無冠無敗の女獅子, Mukan Muhai no Onna Shishi) - Ch. 109 : Entraînement sur le Volcan Infernal (ユルティム火山 登山道, Yurutimu Kazan Tozandō) - Ch. 110 : Le feu de St. Elme (セントエルモの火, Sentoerumo no Hi) |                 |                   |                   |                   |
| 13 | 4 octobre 2017  | 978-4-08-881210-6 | 4 juillet 2018    | 978-2-82033-247-9 |
| Titre du volume : Le concours de sélection des chevaliers royaux Personnages en couverture : "Xerx", Mimosa Vermillion et AstaListe des chapitres : - Ch. 111 : Au bain ! (いざ入浴, Iza Nyūyoku) - Ch. 112 : Le concours de sélection des chevaliers royaux (王撰騎士団ロイヤルナイツ選抜試験, Roiyaru Naitsu Senbatsu Shiken) - Ch. 113 : Un tournoi pour briser les cristaux (クリスタル破壊バトルトーナメント, Kurisutaru Hakai Batoru Tōnamento) - Ch. 114 : Une promesse fleurie (誓いの花, Chikai no Hana) - Ch. 115 : Un vrai bon à rien (しょーもねー, Shō Monē) - Ch. 116 : Le vice-capitaine du Paon de Corail (珊瑚の孔雀副団長, Sango no Kujaku Fuku-danchō) - Ch. 117 : Les deux magies spatiales (二人の空間魔法使い, Futari no Kūkan Mahōtsukai) - Ch. 118 : Mage X (魔道士X, Madōshi Ekkusu) - Ch. 119 : Plus (もっと, Motto) - Ch. 120 : Destinée (因縁, In'nen) |                 |                   |                   |                   |
| 14 | 4 décembre 2017 | 978-4-08-881073-7 | 19 septembre 2018 | 978-2-82033-274-5 |
| Titre du volume : Le sens de la vie d'un homme Personnages en couverture : Langris Vaude, Finral Roulacase, Asta et Zora IdealeListe des chapitres : - Ch. 121 : Crush (ブチのめす, Buchinomesu) - Ch. 122 : Ma voie (オレのやり方, Ore no Yarikata) - Ch. 123 : Le piège du roturier (下民の罠, Gemin no Wana) - Ch. 124 : Maître Yankee VS L'avorton Musclé (ヤンキー先輩VS筋肉チビ, Yankī Senpai Bāsasu Kin'niku Chibi) - Ch. 125 : C'était beau (美しかった, Utsukushikatta) - Ch. 126 : Le cadet reconnu VS l'aîné incompétent (優等生の弟VS不出来の兄, Yūtōsei no Otōto Bāsasu Fudeki no Ani) - Ch. 127 : Des étincelles noires et dorées (金と黒の火花, Kin to Kuro no Hibana) - Ch. 128 : Ceux qui se battent jusqu'à la fin (最後まで勝ち続けた者が, Saigomade Kachi Tsuzuketa Mono ga) - Ch. 129 : Le sens de la vie d'un homme (ある一人の男の生き方, Aru Hitori no Otoko no Ikikata) - Ch. 130 : Imprime ce moment dans ta mémoire (今焼き付ける, Ima Yakitsukeru) |                 |                   |                   |                   |
| 15 | 2 mars 2018     | 978-4-08-881358-5 | 7 novembre 2018   | 978-2-82033-292-9 |
| Titre du volume : La formation de la garde royale Personnages en couverture : Meleoleona VermillionListe des chapitres : - Ch. 131 : Avant (先に, Sakini) - Ch. 132 : Gagnant (勝者, Shōsha) - Ch. 133 : La formation de la garde royale (王撰騎士団結成, Roiyaru Naitsu Kessei) - Ch. 134 : Le rêve (夢, Yume) - Ch. 135 : Dans la planque de l'oeil du crépuscule !!! (白夜の魔眼アジト 突入!!!, Byakuya no Magan Ajito Totsunyū !!!) - Ch. 136 : Avancer dans le déferlement des vagues (怒涛の進軍, Dotō no Shingun) - Ch. 137 : Meleoleona VS le perfide Liar (メレオレオナVS不実のライア, Mereoreona Bāsasu Fujitsu no Raia) - Ch. 138 : Raid (襲撃, Shūgeki) - Ch. 139 : La planque des Taureaux Noirs (黒の暴牛アジト, Kuro no Bōgyū Ajito) - Ch. 140 : Bien que vous ne le sachiez probablement pas... (君達は知らないだろうけど, Kimitachi wa Shiranaidaroukedo) |                 |                   |                   |                   |
| 16 | 2 mai 2018      | 978-4-08-881513-8 | 9 janvier 2019    | 978-2-82033-519-7 |
| Titre du volume : La fin et le commencement Personnages en couverture : Julius Novachrono, William Vangeance et Yami SukehiroListe des chapitres : - Ch. 141 : Un combat magique titanesque (ムチャクチャな魔法戦, Muchakucha na Mahōsen) - Ch. 142 : Crépuscule (黄昏, Tasogare) - Ch. 143 : L'empereur mage VS le capitaine de l'Aube d'Or… (魔法帝VS白夜の魔眼頭首, Mahōtei Bāsasu Byakuya no Magan Tōshu) - Ch. 144 : Cet homme (この男は, Kono Otoko Wa) - Ch. 145 : Julius Novachrono (ユリウス・ノヴァクロノ, Yuriusu Novakurono) - Ch. 146 : Un nouvel avenir (新しい未来, Atarashii Mirai) - Ch. 147 : La fin et le commencement (終わりと始まり, Owari to Ajimari) - Ch. 148 : Rétrospection (これまで, Koremade) - Ch. 149 : Réincarnations (転生, Tensei) - Ch. 150 : L'effondrement (瓦解, Gakai) |                 |                   |                   |                   |
| 17 | 3 août 2018     | 978-4-08-881567-1 | 23 mars 2019      | 978-2-82033-533-3 |
| Titre du volume : Le royaume en péril Personnages en couverture : Ryah, Asta, Yuno, Lily et LichtListe des chapitres : - Ch. 151 : Infériorité écrasante (圧倒的劣勢, Attō-teki Ressei) - Ch. 152 : Une vraie plaie (メンドーな女, Mendō na On'na) - Ch. 153 : La survie à tout prix (命懸けの生きる道, Inochigake no Ikiru Michi) - Ch. 154 : Le vent d'or (金色の風, Konjiki no Kaze) - Ch. 155 : Je ne perdrai pas face à toi (オマエには負けない, Omaeni wa Makenai) - Ch. 156 : Forme originelle, pouvoir véritable (本来の姿 本来の力, Honrai no Sugata Honrai no Chikara) - Ch. 157 : Le royaume en péril (滅亡か救国か, Metsubō ka Kyūkoku ka) - Ch. 158 : Les vies de Hadge (最果ての村の命, Saihate no Mura no Inochi) - Ch. 159 : Libération karmique (因果解放, Inga Kaihō) - Ch. 160 : Ce que tu sais pas (知らねーだろ, Shiranēdaro) |                 |                   |                   |                   |
| 18 | 2 novembre 2018 | 978-4-08-881686-9 | 15 mai 2019       | 978-2-82033-548-7 |
| Titre du volume : Personnages en couverture : Henry, Asta, Nero, Noelle Silva, Magna Swing, Yami SukehiroListe des chapitres : - Ch. 161 : Les liens des humains (人間の絆, Ningen no Kizuna) - Ch. 162 : La rage foudroyante contre les amis (怒りの雷VSス仲間, Ikari no Ikazuchi Bāsasu Nakama) - Ch. 163 : Rire, larmes (笑顔 涙, Egao Namida) - Ch. 164 : Levez-vous et briller, bande de délinquants !! (ならず者共 奮起!!, Narazumonodomo Funki!!) - Ch. 165 : Les Taureaux Noirs, prêts à tout détruire sur leur passage !!! (黒の暴牛 爆進!!!, Kuro no Bōgyū Bakushin!!!) - Ch. 166 : Le vengeur ranimé (蘇り復讐者, Yomigaeri Fukushū-sha) - Ch. 167 : La voie de la vengeance et de l'expiation (復讐の道 償いの道, Fukushū no Michi Tsugunai no Michi) - Ch. 168 : Contre des personnes qui ont juré loyauté au même homme (VS同じ男に忠義を誓った者達, Bāsasu Onaji Otoko ni Chūgi o Chikatta-sha-tachi) - Ch. 169 : Le capitaine des taureaux noirs VS La rose cramoisie (黒の暴牛団長VS真紅の野薔薇, Kuro no Bōgyū Danchō Bāsasu Shinku no Nobara) - Ch. 170 : Le capitaine déchu entre en action (転落者 動き出す, Tenraku-sha Ugokidasu) - Ch. 171 : Le lion endormi (眠れる獅子, Nemureru Shishi) - Ch. 172 : Renaissance (新生, Shinsei) |                 |                   |                   |                   |
| 19 | 4 janvier 2019  | 978-4-08-881693-7 | 3 juillet 2019    | 978-2-82033-566-1 |
| Titre du volume : Fratrie Personnages en couverture : Noelle Silva, Solid Silva, Nebra Silva et Nozel SilvaListe des chapitres : - Ch. 173 : Bataille décisive au château de Clover (決戦 クローバー城, Kessen Kurōbā-jō) - Ch. 174 : À tire-d'aile (飛来, Hirai) - Ch. 175 : Le combat des Silva (シルヴァ家の戦い, Shiruva-ke no Tatatkai) - Ch. 176 : Fratrie (きょうだい, Kyōdai) - Ch. 177 : La danseuse des champs de bataille (戦場の舞姫, Senjō no Maihime) - Ch. 178 : La magie humaine (人間の魔法, Ningen no Mahō) - Ch. 179 : La bataille de la salle du trône戦い (Ō no Ma no Tatakai) - Ch. 180 : De fines lames (研ぎ澄ます刃, Togisumasu Yaiba) - Ch. 181 : Les frères mages spatiaux弟 (Kūkan Madōshi no Kyōdai) - Ch. 182 : Les Apôtres de Sephira (セフィラの徒, Sefira no To) - Ch. 183 : Le Taureau Noir enragé déboule (暴れ牛 頂上決戦参戦!!, Abare Ushi Chōjō Kessen Sansen!!) |                 |                   |                   |                   |
| 20 | 4 avril 2019    | 978-4-08-881757-6 | 11 septembre 2019 | 978-2-82033-577-7 |
| Titre du volume : Ma raison d'être Personnages en couverture : Mary Adley, Gosh Adley, Grey, Asta, Gordon Agrippa, Charmy Papittson, Vet, Fana(elfe), et ReveListe des chapitres : - Ch. 184 : Le monde des songes (夢想の世界, Musō no Sekai) - Ch. 185 : L'apparition rêvée (夢幻の邂逅, Mugen no Kaikō) - Ch. 186 : La prunelle dans le miroir (鏡の中の瞳, Kagami no Naka no Hitomi) - Ch. 187 : Bataille entre ciel et terre (天地の間の攻防, Tenchi no Hazama no Kōbō) - Ch. 188 : Ma raison d'être (これまで生きてきた意味, Koremade Ikite kita Imi) - Ch. 189 : Un humain digne de confiance (信じられる人間, Shinjirareru Ningen) - Ch. 190 : En avant ! (行く!!!!, Ike!!!!) - Ch. 191 : Le palais des ombres ! (突入 影の王宮, Totsunyū Kage no Ōkyū) - Ch. 192 : Deux poings ardents (二つの紅蓮の拳, Futatsu no Guren no Kobushi) - Ch. 193 : Le dernier arrivé (最後の入城者, Saigo no Nyūjō-sha) - Ch. 194 : la rage au ventre (業腹, Gōhara) |                 |                   |                   |                   |

### Tome 21 à 30
| no | Japonais       | Japonais          | Français         | Français          |
| no | Date de sortie | ISBN              | Date de sortie   | ISBN              |
| --- | -------------- | ----------------- | ---------------- | ----------------- |
| 21 | 4 juillet 2019 | 978-4-08-881840-5 | 13 novembre 2019 | 978-2-82033-594-4 |
| Titre du volume : Personnages en couverture : Patry et le DémonListe des chapitres : - Ch. 195 : Changement complet (一変, Ippen) - Ch. 196 : Le cerveau (黒幕, Kuromaku) - Ch. 197 : Faux espoir (まやかしの希望, Mayakashi no Kibō) - Ch. 198 : Le grimoire au trèfle à cinq feuilles (五つ葉の魔道書グリモワール, Itsutsuba no Gurimowāru) - Ch. 199 : L'ennemi naturel ultime (最強の天敵, Saikyō no Tenteki) - Ch. 200 : Monde de lumière (光の世界, Hikari no Sekai) - Ch. 201 : Le palais des ombres - Dernier étage (影の王宮 最上階, Kage no Ōkyū Saijōkai) - Ch. 202 : Un monde étrange (異なる世界の, Kotonaru Sekai no) - Ch. 203 : L'heure de briser le sceau (今封を切る時, Ima Fū o Kiru Toki) - Ch. 204 : Le désir de mourir (終焉の望み, Shūen no Nozomi) - Ch. 205 : La vérité de 500 ans (500年の真実, 500-Nen no Shinjitsu) |                |                   |                  |                   |
| 22 | 4 octobre 2019 | 978-4-08-882049-1 | 12 février 2020  | 978-2-82033-772-6 |
| Titre du volume : Personnages en couverture : Lumière Silvamillon Clover et LichtListe des chapitres : - Ch. 206 : La réunion qui traverse l'espace-temps (時空を超えた再会, Jikū o Koeta Saikai) - Ch. 207 : L'ultime magie (究極のマジック, Kyūkyoku Mahō) - Ch. 208 : Épée (剣, Tsurugi) - Ch. 209 : S'il te plaît (お願い, Onegai) - Ch. 210 : Sur le fil (瀬戸際, Setogiwa) - Ch. 211 : Le dernier coup (終わりの一撃, Owari no Ichigeki) - Ch. 212 : La fin du sort (因縁の最後, In'nen no Saigo) - Ch. 213 : Le grand arbre des âmes (魂の大樹, Tamashī no Taiju) - Ch. 214 : Lever du Soleil (夜明け, Yoake) - Ch. 215 : 3 problèmes (3つの困ったこと, 3-Tsu no Komattakoto) - Ch. 216 : Équilibre des pouvoirs (パワーバランス, Pawā Baransu) - Ch. 217 : La balance de la justice (正義の天秤, Seigi no Tenbin) |                |                   |                  |                   |
| 23 | 4 janvier 2020 | 978-4-08-882176-4 | 24 juin 2020     | 978-2-82033-786-3 |
| Titre du volume : Personnages en couverture : Secre Swallowtail et NeroListe des chapitres : - Ch. 218 : La pire des pires (最低最悪, Saitei Saiaku) - Ch. 219 : Plus sombre que le noir (真っ黒けっけ, Makurokke Kke) - Ch. 220 : En visite (見舞い, Mimai) - Ch. 221 : La confession de la Rose Bleue (碧薔薇の告白, Aobara no Kokuhaku) - Ch. 222 : Juste entre toi et moi (ここだけの話, Kokodake no Hanashi) - Ch. 223 : La famille Aggripa (アグリッパ家, Agurippa-ke) - Ch. 224 : Tu es maudit (オマエは呪われている, Omae wa Norowareteiru) - Ch. 225 : Le Royaume de Heart (ハート王国, Hāto Ōkoku) - Ch. 226 : La magie du Gardien des Esprits (精霊守の魔法, Seirei no Kami no Mahō) - Ch. 227 : La Prêtresse Omnisciente (全智の巫女, Zenchi no Miko) - Ch. 228 : Les mages de niveau noir (冥域の魔道士, Meiiki no Madōshi) |                |                   |                  |                   |
| 24 | 3 avril 2020   | 978-4-08-882254-9 | 19 août 2020     | 978-2-82-033806-8 |
| Titre du volume : Personnages en couverture : Asta, ZenonListe des chapitres : - Ch. 229 : L'aube de l'espoir et du désespoir (希望と絶望の幕開け, Kibō to Zetsubō no Makuake) - Ch. 230 : Écrase-les tous! (叩き潰してやる, Tataki Tsubushite Yaru) - Ch. 231 : La Triade Sombre (漆黒の三極性, Dāku Toraiado) - Ch. 232 : Le lac calme et l'ombre de la forêt (静かな湖と森の影, Shizukana Mizūmi to Mori no Kage) - Ch. 233 : Le destin se met en marche (動き出す運命, Ugokidasu Unmei) - Ch. 234 : Le message du Royaume de Spade (スペード王国の使者, Supēdo Ōkoku no Shisha) - Ch. 235 : Les disciples sombres (漆黒の使徒, Dāku Disaipuru) - Ch. 236 : Nous ne sommes aucunement les mêmes (同じなワケねーだろ, Onaji Na Wake Nē Daro) - Ch. 237 : Pur entêtement (たた頑なに, Tata Katakuna ni) - Ch. 238 : Le pouvoir de Zeno (ゼノンの力, Zenon no Chikara) - Ch. 239 : Bourgeon d'Yggdrasil (ユグドラシルの芽吹き, Yugudorashiru no Mebuki) |                |                   |                  |                   |
| 25 | 3 juillet 2020 | 978-4-08-882346-1 | 4 novembre 2020  | 978-2-82-033823-5 |
| Titre du volume : Personnages en couverture :Liste des chapitres : - Ch. 240 : La grande guerre éclate (大戦勃発, Taisen Boppatsu) - Ch. 241 : Grande Bataille (超空中戦, Chō Kūchū-sen) - Ch. 242 : Humains et démons (人間と悪, Ningen to Aku) - Ch. 243 : Hôte contre hôte (悪魔憑きVS悪魔憑き, Akumatsuki Bāsasu Akumatsuki) - Ch. 244 : Cendrillon Grey (シンデレラグレイ, Shinderera Gurei) - Ch. 245 : Dante contre Yami (ダンテVS黒の暴牛団長, Dante Bāsasu Kuro no Bōgyū Danchō) - Ch. 246 : L'Arbre de Qliphothl (クリフォトの樹, Kurifoto no Ki) - Ch. 247 : Le Champ de Bataille du Royaume de Heart (戦場 ハート王国, Senjō Hāto Ōkoku) - Ch. 248 : Luck Vs Svenkin (ラックVSスヴェンキン, Rakku Bāsasu Suvenkin) - Ch. 249 : Leopold Vs Sivoir (レオポルドVSシーヴワル, Reoporudo Bāsasu Shīvuwaru) - Ch. 250 : Charmy Vs Halbet (チャーミーVSハールベート, Chāmī Bāsasu Hārubēto)                                                        |                |                   |                  |                   |
| 26 | 2 octobre 2020 | 978-4-08-882346-1 | 17 février 2021  | 978-2-82-034064-1 |
| Titre du volume : Personnages en couverture :Liste des chapitres : - Ch. 251 : Le démon des malédictions (呪いの悪魔, Noroi no Akuma) - Ch. 252 : Croisade Aquatique (水の聖戦, Mizu no Seisen) - Ch. 253 : Carnage (血潮, Chishio) - Ch. 254 : Différence de puissance (力の差, Chikara no Sa) - Ch. 255 : Explosion de vie (爆発する命, Bōhatsusuru Inochi) - Ch. 256 : Le devoir d'un capitaine (団長の勤め, Danchō no Tsutome) - Ch. 257 : Passer à l'action (奮起, Funki) - Ch. 258 : Serment Noir (黒の誓い, Kuro no Chikai) - Ch. 259 : La rage des Taureaux à l'unisson (暴れ牛のユニゾン, Abare Ushi no Yunizon) - Ch. 260 : Darkout (ダークアウト, Dākuauto) - Ch. 261 : Les Ombres de la Nuit (夜の影, Yoru no Kage) |                |                   |                  |                   |
| 27 | 4 janvier 2021 | 978-4-08-882529-8 | 19 mai 2021      | 978-2-82-034082-5 |
| Titre du volume : Personnages en couverture :Liste des chapitres : - Ch. 262 : Une réunion tumultueuse (波乱会議, Haran Kaigi) - Ch. 263 : L'informateur de l'ombre (影の情報, Kage no Jōhō) - Ch. 264 : La meilleure attitude (最強の胎動, Saikyō no Taidō) - Ch. 265 : Elysia (エリュシア, Eryushia) - Ch. 266 : Invitation au jardin sombre (暗い園の誘い, Kurai Sono no Izanai) - Ch. 267 : Le rituel (従魔の儀, Jūma no Gi) - Ch. 268 : Démon (悪魔, Akuma) - Ch. 269 : Celui qui ne peut pas utiliser la magie (魔法が使えないヤツ, Mahō ga Tsukaenai Yatsu) - Ch. 270 : Ensemble (二人, Futari) - Ch. 271 : Union (同化, Doka) - Ch. 272 : Le terrain de chasse des ténèbres (暗獄の狩り場, Angoku no Kariba) |                |                   |                  |                   |
| 28 | 2 avril 2021   | 978-4-08-882594-6 | 25 août 2021     | 978-2-82-034105-1 |
| Titre du volume : Personnages en couverture :Liste des chapitres : - Ch. 273 : Le jour promis (運命の日, Unmei no Hi) - Ch. 274 : La guerre commence (開戦, Kaisen) - Ch. 275 : L'incarnation du feu héroïque (業火の化身, Gōka no Keshin) - Ch. 276 : Borée (ボレアス, Boreasu) - Ch. 277 : Le vice-capitaine de l'Aube d'Or (金色の夜明け副団長, Konjiki no Yoake Fuku-danchō) - Ch. 278 : Corps Immortel (死なない体, Shinanai Tai) - Ch. 279 : La Porte de l'Enfer (地獄への扉, Jigoku e no Tobira) - Ch. 280 : La désolation arrive (押し寄せる厄災, Oshiyoseru Yakusai) - Ch. 281 : Le Royaume pris d'assaut (王国への強襲, Ōkoku e no Kyōshū) - Ch. 282 : Le gardien noir (黒き守護者, Kuroki Shugosha) |                |                   |                  |                   |
| 29 | 2 juillet 2021 | 978-4-08-882712-4 | 17 novembre 2021 | 978-2-82-034126-6 |
| Titre du volume : Personnages en couverture :Liste des chapitres : - Ch. 283 : Un combat acharné (大混戦, Dai Konsen) - Ch. 284 : Magie Suprême (究極魔法, Kyūkyoku Mahō) - Ch. 285 : Jouer au chat en enfer (地獄の鬼ごっこ, Jigoku no Onigokko) - Ch. 286 : Nuit sans aube (朝が来ない夜, Asa ga Konai Yoru) - Ch. 287 : Jour de l'expiation (贖罪の日, Shokuzai no Hi) - Ch. 288 : Révélation (顕, Arawa) - Ch. 289 : Soleil glacial (凍える太陽, Kogoeru Taiyō) - Ch. 290 : Le plus élevé contre le plus bas (最上VS最低, Saijō Bāsasu Saitei) - Ch. 291 : Un duel avec une nette infériorité (遥か格下の決闘, Haruka Kakushita no Kettō) - Ch. 292 : Le fait de savoir (識るということ, Shiru Toiu Koto) |                |                   |                  |                   |
| 30 | 4 octobre 2021 | 978-4-08-882795-7 | 2 février 2022   | 978-2-82-034345-1 |
| Titre du volume : Personnages en couverture :Liste des chapitres : - Ch. 293 : Écraser l'injustice (理不尽をぶん殴る, Rifujin o Bun'naguru) - Ch. 294 : Comme promis (約束通り, Yakusoku-dōri) - Ch. 295 : Match Retour (リベンジマッチ, Ribenji Matchi) - Ch. 296 : La Sainte princesse Valkyrie (聖なる戦乙女, Seinaru Ikusaotome) - Ch. 297 : Avènement (降臨, Kōrin) - Ch. 298 : Anitya (無常, Mujo) - Ch. 299 : La Musique de fin (終焉の音, Shūen no Oto) - Ch. 300 : Se Surpasser (不諦の先, Futei no Saki) - Ch. 301 : Il faut lui dire (その感情を, Sono Kanjō o) - Ch. 302 : L'espoir naissant (希望の集束, Kibō no Shūsoku) - Ch. 303 : Gospel (福音, Fukuin) |                |                   |                  |                   |

### Tome 31 à aujourd'hui
| no | Japonais         | Japonais          | Français        | Français          |
| no | Date de sortie   | ISBN              | Date de sortie  | ISBN              |
| --- | ---------------- | ----------------- | --------------- | ----------------- |
| 31 | 4 janvier 2022   | 978-4-08-882878-7 | 4 mai 2022      | 978-2-82-034365-9 |
| Liste des chapitres : - Ch. 304 : Rêve et réalité (現実と魔法, Genjitsu to Mahō) - Ch. 305 : Le vice-capitaine de l'aube dorée (〝金色の夜明け〟副団長, "Konjiki no Yoake" Fuku-danchō) - Ch. 306 : La frontière (境界, Kyōkai) - Ch. 307 : Le coeur d'un démon (悪魔の心臓, Akuma no Shinzō) - Ch. 308 : Yuno Grinberryall (ユノ・グリンベリオール, Yuno Gurinberiōru) - Ch. 309 : En un clin d'oeil (瞬き, Mabataki) - Ch. 310 : Coeur juste et coeur malfaisant (正邪の恒心, Seija no Kōshin) - Ch. 311 : Rentrer en vie (生きて帰る, Ikite Kaeru) - Ch. 312 : Devant la porte des enfers (地獄の扉のその前で, Jigoku no Tobira no sono Mae de) - Ch. 313 : Le capitaine du Taureau Noir (黒の暴牛団長, Kuro no Bōgyū Danchō) - Ch. 314 : Agrégat (集合体, Shūgōtai) |                  |                   |                 |                   |
| 32 | 4 avril 2022     | 978-4-08-883071-1 | 17 août 2022    | 978-2-82-034385-7 |
| Liste des chapitres : - Ch. 315 : Un combat colossal (超巨大決戦, Chōkyodai Kessen) - Ch. 316 : Tranche de l'inchois (選ばれなかった者の一太刀, Eraba Renakatta Mono no Hitotachi) - Ch. 317 : Transformation (改変, Kaihen) - Ch. 318 : Face au Roi-Démon (魔王の御前, Maō no Gozen) - Ch. 319 : Grands Chevaliers-Mages VS Roi-Démon (大魔法騎士VS魔王, Dai Mahō Kishi Bāsasu Maō) - Ch. 320 : La cause de tout (元凶, Genkyō) - Ch. 321 : Se trouver des excuses (言い訳, Iiwake) - Ch. 322 : Le vice-capitaine du Taureau Noir (黒の暴牛副団長, Kuro no Bōgyū Fuku-danchō) - Ch. 323 : Partenaires (相棒, Aibō) - Ch. 324 : Le terrain de jeu des sales gosses (ガキの遊び場, Gaki no Asobiba) - Ch. 325 : Les étoiles et la nuit noire (星 闇夜, Hoshi Yamiyo)     |                  |                   |                 |                   |
| 33 | 4 novembre 2022  | 978-4-08-883195-4 | 15 mars 2023    | 978-2-82-034398-7 |
| Liste des chapitres : - Ch. 326 : Mon frère (兄弟, Kyōdai) - Ch. 327 : L'anti-magie (反魔法, Anchi Mahō) - Ch. 328 : Pour toujours (ずっと, Zutto) - Ch. 329 : Le seigneur des démons et le garçon sans magie (悪魔の王と魔力無き少年, Akuma no Ō to Maryokunaki Shōnen) - Ch. 330 : Message aux ombres et aux ténèbres (闇影に告げる, An'ei ni Tsugeru) - Ch. 331 : And the Time starts to move - Ch. 332 : L'ultime proclamation (最終宣言, Saishū Sengen) - Ch. 333 : Le sauveur du monde et l'anomalie (世界の救世主と欠陥, Sekai no Kyūseishu to Kekkan) - Ch. 334 : Âme fragile (脆い魂, Moroi Tamashī) - Ch. 335 : Rupture (断絶, Danzetsu) - Ch. 336 : L'ennemi final (最後の敵, Saigo no Teki)                                                                 |                  |                   |                 |                   |
| 34 | 3 mars 2023      | 978-4-08-883410-8 | 30 août 2023    | 978-2-82-034728-2 |
| Liste des chapitres : - Ch. 337 : Le point de chute (行方, Yukue) - Ch. 338 : Tribulations en terre étrangère (委細巨細異国道中, Iza-koza Ikoku Dōchū) - Ch. 339 : Zetten (絶天, Zetten) - Ch. 340 : La faille (隙, Suki) - Ch. 341 : Brumeux (朧, Oboro) - Ch. 342 : Contempler la nuit (夜を見る, Yoru o Miru) - Ch. 343 : Noir contre noir (黒と黒の衝突, Kuro to Kuro no Shōtotsu) - Ch. 344 : Pulsation sacrée (蠢く聖脈, Ugomeku Sei Myaku) - Ch. 345 : Non préparé (不覚, Fukaku) - Ch. 346 : Cinq cieux (五天, Goten) - Ch. 347 : La vérité dans le mensonge (まやかしの中の真相, Mayakashi no Naka no Shinsō) |                  |                   |                 |                   |
| 35 | 2 juin 2023      | 978-4-08-883557-0 | 6 décembre 2023 | 978-2-82-034729-9 |
| Liste des chapitres : - Ch. 348 : Détermination (覚悟, Kakugo) - Ch. 349 : Asta contre sœur Lily (アスタVSバーサスシスターリリー, Asuta Bāsasu Shisutā Rirī) - Ch. 350 : La confession de la Sainte Femme (聖女の懺悔, Seijo no Zange) - Ch. 351 : Avec le shogun du Pays du Soleil (日ノ国将軍と, Hino Kuni Shōgun to) - Ch. 352 : Bravo (天晴れ, Appare) - Ch. 353 : Banquet en plein essor (宴も酣, Enmo Takenawa) - Ch. 354 : Jour du jugement dernier (審判の日, Shinpan no Hi) - Ch. 355 : Le prince des étoiles (星の王子, Hoshi no Ōji) - Ch. 356 : Pays imaginaire (ネバーランド, Nebārando) - Ch. 357 : Le coup final (最後の裂断, Saigo no Retsudan) - Ch. 358 : Enterrement de la flamme (炎葬, Ensō)                                                       |                  |                   |                 |                   |
| 36 | 2 février 2024   | 978-4-08-883665-2 | 12 juin 2024    | 978-2-82-034819-7 |
| Liste des chapitres : - Ch. 359 : La princesse dansante du champ de bataille revient (戦場の舞姫再び, Senjō no Maihime Futatabi) - Ch. 360 : Monde illisible (見えない世界, Mienai Sekai) - Ch. 361 : La dernière force (終末の軍勢, Shūmatsu no Gunzei) - Ch. 362 : Transmission (伝播, Denpa) - Ch. 363 : De la manière (とおせんぼ, Tōsenbo) - Ch. 364 : Fais ou meurs (決死, Kesshi) - Ch. 365 : Cinq cents ans de solitude (500年の孤独, 500-Nen no Kodoku) - Ch. 366 : Tête d'affiche (真打, Shin'uchi) - Ch. 367 : Lien noir (黒い絆, Kuroi Kizuna) - Ch. 368 : Juste de commencer (こっからだ, Kokkarada) - Ch. 369 : Un front uni (共闘戦線, Kyōtō Sensen) |                  |                   |                 |                   |
| 37 | 4 septembre 2025 | 978-4-08-884682-8 |                 |                   |
| — | —                |                   | —               |                   |
| PrépublicationListe des chapitres : - Ch. 370 : 崩壊出撃 (Hōkai Shutsugeki) - Ch. 371 : 不滅の魂 (Fumetsu no Tamashī) - Ch. 372 : 惨め (Mijime) - Ch. 373 : シルヴァ家の兄妹 (Shiruva-ke no Kyōdai) - Ch. 374 : 鬼神 (Kijin) - Ch. 375 : シュトラーフェ (Shutorāfe) - Ch. 376 : ズューネ (Zyūne) - Ch. 377 : 衝突 (Shōtotsu) - Ch. 378 : 相克 (Sōkoku) - Ch. 379 : 絶対的救世主 (Zetsutaiteki Kyūseishu) - Ch. 380 : 絶望の際 (Zetsubō no Kiwa) |                  |                   |                 |                   |

### Sources
1. ↑  (en) « Shonen Jump to Launch 4 Manga, Including Detective Story by Psyren's Iwashiro », sur Shūeisha (consulté le 22 décembre 2021)
2. ↑  (ja) « ブラッククローバー 1 », sur Shūeisha (consulté le 22 décembre 2021)
3. ↑  (ja) « ブラッククローバー 36 », sur Shūeisha (consulté le 2 février 2024)

### Œuvres
Édition japonaise
1. 1 2  Tome 1
2. 1 2  Tome 2
3. 1 2  Tome 3
4. 1 2  Tome 4
5. 1 2  Tome 5
6. 1 2  Tome 6
7. 1 2  Tome 7
8. 1 2  Tome 8
9. 1 2  Tome 9
10. 1 2  Tome 10
11. 1 2  Tome 11
12. 1 2  Tome 12
13. 1 2  Tome 13
14. 1 2  Tome 14
15. 1 2  Tome 15
16. 1 2  Tome 16
17. 1 2  Tome 17
18. 1 2  Tome 18
19. 1 2  Tome 19
20. 1 2  Tome 20
21. 1 2  Tome 21
22. 1 2  Tome 22
23. 1 2  Tome 23
24. 1 2  Tome 24
25. 1 2  Tome 25
26. 1 2  Tome 26
27. 1 2  Tome 27
28. 1 2  Tome 28
29. 1 2  Tome 29
30. 1 2  Tome 30
31. 1 2  Tome 31
32. 1 2  Tome 32
33. 1 2  Tome 33
34. 1 2  Tome 34
35. 1 2  Tome 35
36. 1 2  Tome 36
37. 1 2  Tome 37

Édition française
1. 1 2  Tome 1
2. 1 2  Tome 2
3. 1 2  Tome 3
4. 1 2  Tome 4
5. 1 2  Tome 5
6. 1 2  Tome 6
7. 1 2  Tome 7
8. 1 2  Tome 8
9. 1 2  Tome 9
10. 1 2  Tome 10
11. 1 2  Tome 11
12. 1 2  Tome 12
13. 1 2  Tome 13
14. 1 2  Tome 14
15. 1 2  Tome 15
16. 1 2  Tome 16
17. 1 2  Tome 17
18. 1 2  Tome 18
19. 1 2  Tome 19
20. 1 2  Tome 20
21. 1 2  Tome 21
22. 1 2  Tome 22
23. 1 2  Tome 23
24. 1 2  Tome 24
25. 1 2  Tome 25
26. 1 2  Tome 26
27. 1 2  Tome 27
28. 1 2  Tome 28
29. 1 2  Tome 29
30. 1 2  Tome 30
31. 1 2  Tome 31
32. 1 2  Tome 32
33. 1 2  Tome 33
34. 1 2  Tome 34
35. 1 2  Tome 35
36. 1 2  Tome 36